# بخش بانکیلینگ
بخش بانکیلینگ (به لاتین: Bounkiling Department) یک منطقهٔ مسکونی در سنگال است که در Sédhiou واقع شده‌است. بخش بانکیلینگ ۱۴۵٬۵۶۸ نفر جمعیت دارد.